# المعلم ذو الابسيد
المعلم ذو الابسيد(بناء مع حنية يقع على بعد 200 متر من الزاوية الشمالية الغربية للقلعة البيزنطية ومبانيها الملحقة)  هو معلم أثري تونسي مصنف من قبل المعهد الوطني للتراث يقع في ولاية القصرين في الوسط الغربي التونسي، تحديدا في مدينة حيدرة تم تصنيف المعلم في يوم 16 نوفمبر 1928.

## مقالات ذات صلة
- قائمة المعالم الأثرية المصنفة في تونس